# Хосе Мария Тельес-Хирон-и-Бенавидес, 7-й герцог Осуна
Хосе Мария Тельес-Хирон-и-Бенавидес (исп. José María Téllez-Girón y Benavides; 25 мая 1685, Мадрид — 18 марта 1733, Мадрид) — испанский аристократ и военный, 7-й герцог Осуна, 7-й маркиз Фромиста, 7-й маркиз де Пеньяфьель, 5-й маркиз Карасена, 6-й граф Пинто и 11-й граф Уренья.

## Биография
Он родился 25 мая 1685 года в доме своей семьи на Пласуэла-де-Сан-Хоакин в Мадриде и был крещён 6 июня следующего года в церкви Сан-Мартин руками Исидро де Кабрера, президента и настоятеля указанного монастыря. Второй сын Гаспара Тельес-Хирона и Сандоваля (1625—1694), 5-го герцога Осуна (1656—1694), и его второй жены, Анны Антонии де Бенавидес Каррильо-и-Толедо, маркизы Карасены и графини Пинто (1656—1707). С самого раннего возраста он был передан на королевскую службу в Испанский гвардейский полк. Его старший брат Франсиско унаследует титулы и владения своего отца в 1694 году, в то время как он на данный момент фигурирует как граф Пинто, как его непосредственный преемник.
В 1704 году он вместе со своим старшим братом Хосе Мария Тельес-Хирон участвовал в осаде Гибралтара. Во время битвы при Альмансе (1707) он уже командует как фельдмаршал. По приказу своего генерала он привёз в Мадрид сотню знамён, взятых у неприятеля, которые король Филипп V поместил в базилике Аточа. Он автор описания битвы при Альмансе. Он также участвовал в битве при Лериде 10 ноября 1707 года, в которой был ранен.
3 апреля 1716 года после смерти своего старшего брата, Франсиско Марии де Паулы Тельес-Хирона и Бенавидеса, 6-го герцога Осуны (1678—1716), не оставившего после себя наследников мужского пола, Хосе Мария унаследовал родовые титулы и владения дома Осуна. Он и его племянница Мария Домингес Тельес Хирон-и-Веласко, маркиза Берланга, оспаривали правопреемство во владении дома Осуна. Судебный процесс длился четыре года и стал предметом большого скандала в суде, поскольку овдовевшая герцогиня дошла до того, что представила фальсифицированный документ, чтобы продемонстрировать, что, когда герцогство Осуна было основано в XVI веке, не было установлен о право наследования только мужскими потомками. Наконец, 17 мая 1720 года Совет Кастилии вынес окончательное решение в пользу Хосе Марии Тельес-Хирона, который именовался герцогом Осуна в присутствии монарха в Корпус-Кристи 1722 году. Таким образом, в его власть перешли и должности главного камареро короля и главного нотариуса королевства Кастилия.
5 июня 1719 года герцог Осуна был назначен генерал-лейтенантом, а 30 сентября 1721 года в качестве чрезвычайного посла был отправлен в Версаль просить руки принцессы Луизы Елизаветы Орлеанской. В результате его усилий французский король Людовик XV удостоил его чести, пожаловав ему Ордена Святого Михаила и Святого Духа 22 января 1722 года, хотя его повышение не было подтверждено до 25 апреля 1729 года в кафедральном соборе Севильи. В конце 1722 года он был назначен начальником слуг для приёма французской принцессы Филиппы Изабель Орлеанской, которая собиралась выйти замуж за инфанта Карлоса. 25 января 1723 года он передал французскому монарху драгоценность, которую ему прислали короли Испании, а на следующий день принял принцессу, которую сопровождал в Буитраго и представил в Фуэнкаррале 16 февраля. Он также был капитаном первой роты гвардейского корпуса на службе у короля Филиппа V.
Герцог Осуна скончался в своём дворце в Мадриде 18 марта 1733 года в возрасте всего 48 лет.

## Брак и потомство
21 сентября 1721 года Хосе Мария Тельес-Хирон и Бенавидес женился в приходе Санта-Крус (Мадрид) на своей дальней родственнице Франсиске Бибиане Марии Перес де Гусман эль Буэно Сильва-и-Мендоса, получив благословение на брак от епископа Кордовы Хуана Пиментеля и Суньиги. Франциска была шестой дочерью Мануэля Алонсо Переса де Гусмана Эль-Буэно, 12-го герцога Медина-Сидония (1671—1721), и его жены Луизы Марии Бернарды Клары Магдалены де Сильва Мендоса-и-Аро (1670—1722). Она принесла 100 000 дукатов годового дохода в качестве приданого, которое впоследствии увеличилось на 4000 дукатов (предшествующий королевский указ от 3 июля 1724 года), а позже на 6000 дукатов от энкомьенды городка Гамачуко де Трухильо, в вице-королевстве Перу. Она скончалась в Мадриде 29 сентября 1748 года. У супругов было двое детей:
- Педро Сойло Тельес-Хирон-и-Перес де Гусман (27 июня 1728 — 1 апреля 1787), сменивший его на посту 8-го герцога Осуна, 2-го маркиза Пеньяфьеля и 12-го графа Уреньи.
- Мария Фаустина Мануэль Луиза Хосефа Ксавьера Тельес-Хирон (род. 15 февраля 1724—1797), дама принцессы Астурийской и, по королевской милости, принцесса Англона, герцогиня Монтеагудо, маркиза Марчини, графиня Осило и Когинас. 20 июля 1738 года вышла замуж за Франсиско Альфонсо Пиментеля и Борха (1707—1763), 14-го графа-герцога Бенавенте, 13-го герцога Гандии, 13-го герцога Медина-де-Риосеко и т. д.

Кроме того, у герцога Осуны было трое внебрачных детей, которые в январе 1733 года были переданы под защиту его вдовы и наследника.